# Hugues de Revel
Hugues de Revel (zm. 1277) – 20 wielki mistrz zakonu joannitów w latach 1258–1277.